# الویرا پوسکل
الویرا پوسکل (آلمانی: Elvira Possekel؛ زادهٔ ۱۱ آوریل ۱۹۵۳)  دونده سرعت اهل آلمان است.
وی همچنین برندهٔ جوایزی همچون برگ بوی نقره‌ای شده‌است.